# フアン・デ・リスボア島

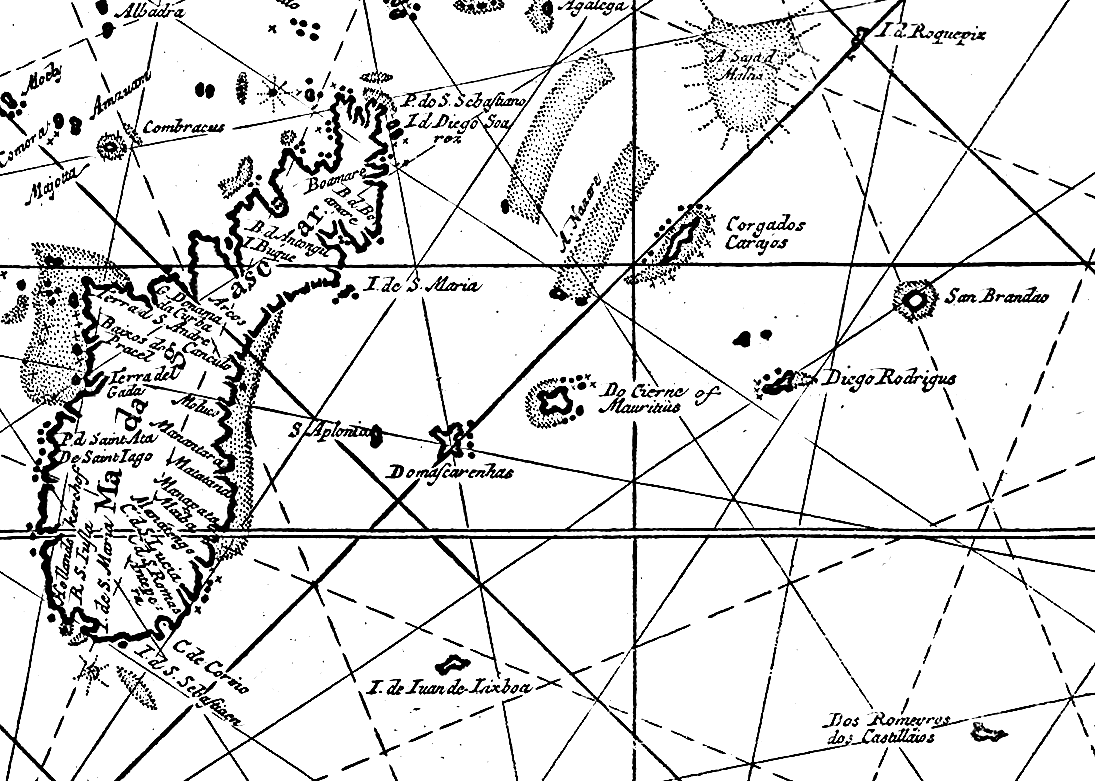
フアン・デ・リスボア島が載っている17世紀の地図

フアン・デ・リスボア島 (Juan de Lisboa) は、マダガスカル島東岸沖にあるとされた疑存島。
この島は、別の疑存島であるドス・ロメイロス島とともにその場所が様々移り変わった後、1727年にフランスの地図製作者ジャン・バティスト・ダンビルが製作した地図で一つの島となり、位置もマダガスカル東岸沖に定まった。1772年にモーリシャス島へむかっていた船が嵐の中で未知と思われる島を目撃。その後探索が行われたものの島は発見されなかった。この島はレユニオン島などを誤認したものと思われる。